# Mimi Blais

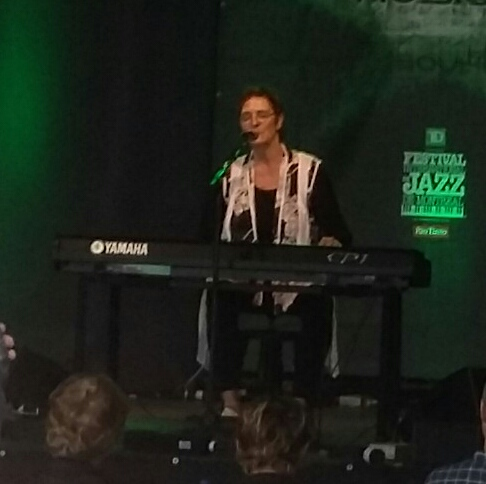
Mimi Blais

Mimi Blais (* 22. März 1956 in Sillery (Québec), Kanada) ist eine kanadische Pianistin, Komponistin und eine Comedy-Darstellerin mit einem besonderen Interesse an Ragtime und lustiger Bühnenshow. Sie wurde „Weiblicher Victor Borge“ genannt, die „Céline Dion der Tasteninstrumente“ und die „Frankokanadische Liberacette“, aber sie freut sich am meisten über die Bezeichnung „Queen of Ragtime“.

## Leben und Wirken
Mimi begann das Klavierspiel im Alter von sieben Jahren und gab ihr erstes Konzert mit neun Jahren. Sie studierte am Konservatorium für Musik in Québec und an der McGill-Universität. Bald verbreiterte sie ihre Interessensgebiete auf Folkmusik, Jazz, moderne Musik, Blues, Tango und eben den Ragtime. Sie spielte Ragtime-Konzerte in Kanada, den Vereinigten Staaten und weltweit, „wo sie einen Stehenden Applaus nach dem nächsten erhielt.“
Mimi liebt das Theatralische. Sie benutzt oft Kostüme oder erfindet Figuren, um ihre Konzerte für das Auge aufzubereiten und sie lebendiger zu gestalten. Wenn sie die Bühne betritt, ist mitunter nichtmal das Publikum sicher, dass sie es ist.
Mimi schrieb zwei Eine-Frau-Shows, in denen sie ihre vielgestaltigen Talente zeigt: „Once Upon a Time, Ragtime“, die die Bedeutung des Ragtime für die amerikanische Musikkultur aufzeigt, und „An Afternoon with Jean-Baptiste Lafrenière“.

## Diskografie
Sie nahm zehn Musikalben mit verschiedenen Komponisten auf, wie Scott Joplin, Tom Turpin, Eubie Blake, Zez Confrey, Jelly Roll Morton, Jean-Baptiste Lafrenière, André Gagnon, Cecil Macklin, Joseph Lamb, George Gershwin, Dave Brubeck, Claude Debussy. Diese Alben schließen die folgenden Titel ein:
- Ragtime (1992),
- Geraldine (1993),
- Taxi (1998),
- Old Rags – New Rags (2000),
- Made in Quebec (2002, mit Beteiligung der Violinistin Sophie Rivard),
- Sunday Morning (2004),
- Mimi Blais Plays André Gagnon (ADISQ-2004),
- Once Upon a Rag Time (ADISQ-2005, mit Beteiligung des Pianisten John Petley) und
- Life Is a Dream (2006), das klassische Musik und einige von Mimis Nicht-Ragtime-Kompositionen vorstellt.

2005/2006 erhielt Mimi einen Preis vom „Canada Council for the Arts“, um eine Forschungsarbeit zum kanadischen Ragtime zu leisten; in Kürze sollen ein Buch und ein Satz von CDs mit diesem Thema erscheinen.
Mimi Blais sagt, dass Ragtime die wichtigste Musik in Amerika sei: “Ragtime is the trunk of a big tree!!” („Ragtime ist der Stamm eines großen Baumes!!“).